# Alain Touwaide
Alain Touwaide, né le 19 septembre 1953 à Bruxelles, est un historien de la médecine et des sciences naturelles. Il est spécialiste de l'usage des plantes médicinales de l'antiquité à la Renaissance.

## Biographie
Il fait ses études à l'Université catholique de Louvain en philologie classique (1975) et en philologie et histoire orientales (1977), il obtient un doctorat en 1981. Il soutient une «Habilitation à diriger des recherches» à l'Université de Toulouse (1997). Il a enseigné dans plusieurs universités en Espagne, en Italie, en Belgique et en France.
Ses recherches portent sur les plantes médicinales de l'Antiquité. Son approche est transdisciplinaire, c'est-à-dire non seulement philologique et historique, mais aussi botanique, médicale et ethnologique (ethnobotanique et ethnopharmacologie).
Il émigre aux États-Unis en 1999. Il est historien des sciences au département de botanique du Museum National d'histoire naturelle, affilié à la Smithsonian Institution, de 2002 à 2016.
En 2005, il a reçu une subvention du National Institutes of Health pour un projet de recherche de quatre ans intitulé «Plantes médicinales de l'antiquité: une base de données informatisée ». Les textes thérapeutiques en grec ancien sont  numérisés, indexés et analysés dans leur langue originale et traduites.
Il est le cofondateur et actuel directeur scientifique de  l'Institut pour la préservation des traditions médicales (The Institute for the Preservation of Medical Traditions).
Depuis 2017, il poursuit son activité de recherche à la Bibliothèque Huntington en Californie. Il est également enseignant des cours d'histoire de la médecine et de botanique à l'Université de Californie à Los Angeles.
En septembre 2019, il a reçu le prix Edward Kremers de l'American Institute of the History of Pharmacy.

## Principales publications
- 2006 Jean A. Givens, Karen M. Reeds & Alain Touwaide (eds). Visualizing Medieval Medicine and Natural History, 1200-1500 (AVISTA Studies in the History of Medieval Technology, Science and Art, volume 5), Ashgate, 278 pages[4]
- 2007- 2009 Alain Touwaide, Eberhard König , Carlos Miranda García-Tejedor, Tacuinum sanitatis : edición facsímíl del Tacuinum sanitatis cuyo original se conserva en la Bibliothèque nationale de France en París, bajo la signatura Ms. Lat. 9333, Barcelona : M. Moleiro. 314 pages[5]
- 2012 Alain Touwaide, Commentary on the Tractatus de Herbis M. Moleiro Editor.  (ISBN 978-84-96400-76-4)[6]
- 2015 Peter Dendle, Alain Touwaide, Health and healing from the medieval garden, Woodbridge : Boydell Press, 256 pages[7]
- 2016 Alain Touwaide, A census of Greek medical manuscripts : from Byzantium to the Renaissance, London : Routledge, cop. collection : Medicine in the Medieval Mediterranean, 423 pages[8]